# Johan V van Mecklenburg
Johan V van Mecklenburg (circa 1418 - 1 november 1442) was van 1422 tot aan zijn dood hertog van Mecklenburg. Hij behoorde tot het huis Mecklenburg.

## Levensloop
Johan V was de tweede zoon van hertog Johan IV van Mecklenburg en diens echtgenote Catharina, dochter van hertog Erik IV van Saksen-Lauenburg.
Na de dood van zijn vader in 1422 werd hij samen met zijn oudere broer Hendrik IV hertog van Mecklenburg, in gezamenlijke regering met hun neef Albrecht V. Omdat Johan V en Hendrik IV nog minderjarig waren, werden ze onder het regentschap geplaatst van Albrecht V en hun moeder Catharina. Na de dood van Albrecht V in 1423 werd Catharina de enige regentes totdat Johan V en Hendrik IV in 1436 volwassen werden verklaard en zelfstandig begonnen te regeren.
Op 17 september 1436 huwde hij met Anna, dochter van hertog Casimir V van Pommeren. Het huwelijk bleef kinderloos. In 1442 stierf Johan, waardoor zijn broer Hendrik IV als enige hertog van Mecklenburg overbleef. Hij werd vermoedelijk bijgezet in het Munster van Bad Doberan.